# アットホーム
アットホーム株式会社は、東京都大田区に本社を置く不動産情報や不動産業務ソリューションなどを提供する企業。主な事業は不動産会社間情報流通サービス、消費者向け不動産情報サービス、不動産業務支援サービスなど。
2008年11月より物件検索、物件情報公開、成約連絡や物件管理といった仲介業務のさまざまな場面を総合的に支援する「athome Business Base」を展開している。全国に42ヶ所の事業所がある。近年では消費者が不動産店に直接出向くことなく、不動産の情報を得ることができるシステムの構築を行っている。

## 沿革
- 1967年 - ヨコハマ物件配布センターを創業[2]
- 1970年 - 株式会社ヨコハマ物件配布センターに改組[2]
- 1971年 - 不動産ニュース株式会社へ社名変更[2]
- 1974年 - 「IRテレフォンサービス」を開始[2]
- 1975年 - 不動産情報処理サービス業務を開始[2]
- 1978年 - 不動産流通セミナー業務を開始[2]
- 1979年 - コンピュータ（販売管理）システムを導入[2]
- 1980年
  - 大田区鵜の木へ移転[2]
  - 海外セミナー業務を開始[2]
- 1981年 - 不動産ニュース図面配布ネットワークを「アットホーム不動産情報ネットワーク」に改称
- 1982年 - 消費者向け賃貸物件情報誌「マイルームガイド」を福岡で創刊
- 1985年 
  - 「アットホーム総合コンピュータシステム」開始
  - 売物件情報誌「INDEX」を創刊
- 1986年 - 不動産業務用サービスソフトの販売を開始
- 1987年 
  - アットホーム株式会社に社名変更、大田区西六郷へ移転
  - 不動産店舗の新築・改装設計コンサルティング業務を開始
- 1988年 
  - 電子作図システムを導入
  - 各種パンフレット作成サービス業務を開始
- 1989年 - 「マイルームガイド」首都圏版を創刊
- 1989年 - 不動産関連ビデオソフトの制作・販売を開始
- 1990年 - 海外不動産情報「ISIS」を開始
- 1991年 - 「不動産統計データサービス」を開始
- 1992年 - 「アットホーム企業向け不動産情報サービス」を開始
- 1993年 
  - 日産労連と不動産情報サービスで提携
  - 首都圏で「アットホーム家探しFAX」と「FARBO（アットホーム・ファクトシート・リサイクル・ボックス）」システムを開始
- 1994年 - 韓国の不動産鑑定会社株式会社韓国鑑定院と業務協力提携を開始
- 1995年 - 「不動産競売物件情報」の提供を開始
- 1996年
  - 「不動産公売物件情報」の提供を開始
  - インターネットホームページを開設
  - 世界不動産連盟年次総会に出展
  - タッチパネル式物件検索機「マイルームNAVI」を開発、販売を開始
- 1997年 - デジタルファクトシートの提供を開始
- 1998年 
  - 「不動産競売統計データ」の提供を開始
  - 神奈川県宅地建物取引業協会レインズ代行業務を受託
- 1999年 
  - インターネット接続オンラインサービス「at home online web」を開始
  - ヤフー株式会社と提携を開始。Yahoo!JAPANに賃貸物件情報を提供
- 2000年 
  - 株式会社日本経済新聞社と提携、「NIKKEI NET」に賃貸物件情報を提供
  - 株式会社読売新聞社と提携、「YOMIURI ONLINE」に賃貸物件情報を提供
  - 株式会社朝日新聞社と提携、「asahi.com」に賃貸物件情報を提供
  - 携帯電話による情報検索サービスを開始
- 2001年 - 「マイルーム」を「at home 賃貸版」に誌名を変更
- 2002年 
  - 株式会社中日新聞社と提携を開始。「Chunichi Web Press」賃貸物件情報を提供
  - 「不動産情報サイト事業者連絡協議会」（RSC）を株式会社ネクスト・株式会社リクルートとともに設立[3][4]
  - インターネット物件登録システム「ListingWeb」を開始
- 2003年 - 「at home web」を全面リニューアル
- 2004年 - 「不動産データライブラリー」の提供を開始
- 2005年 
  - 家賃回収システム「at home VISA card」の提供を開始
  - 「アットホーム不動産ビジネスフォーラム2005」を開催
  - ISMS（Ver.2.0）認証を取得（情報システム部）[5]
- 2006年 
  - 「アットホームmovie」の提供を開始
  - 株式会社住信基礎研究所と共同で「マンション賃料インデックス」を開発
  - ISO27001認証を取得（情報システム部）[6]
- 2007年 
  - 新築分譲マンション情報ポータルサイト「新築マンションat home」を開設
  - 株式会社タスと共同で「マンション評価」システムを開発、サービス開始
- 2008年 
  - ファミリーマートの店頭端末Famiポートに全国の居住用賃貸物件情報を提供[7]
  - 事業部門とその他管理部門の会社分割によりアットホームホールディングス株式会社の傘下に入る
- 2009年 - 売買専門サイト「at home 不動産売買」を開設
- 2010年 - 「iPhoneアプリ」、「Androidアプリ」の提供を開始
- 2011年 
  - iPadアプリ「at home for iPad」の提供を開始
  - 文化・芸術支援活動の一環として、「宇宙ニュース」（全国ネット）の単独提供を開始
- 2012年 - 「クラソア新築マンション」「クラソア新築一戸建て」を開設
- 2013年 - 「アットホーム 新築マンションプリーズ」を開設

## 周辺企業との関連性
- 平成30年 - 三井トラスト基礎研究所と合同で「マンション指数インデックス」を開発していることが明らかになる[8]

## CM
- 2006年からテレビコマーシャルで女優の相武紗季をイメージキャラクターとして起用していた[9][10]が、2013年9月30日をもって契約終了。
- 後任の俳優やタレントの起用について、しばらく不在だったが、2013年11月下旬に新イメージキャラクターとしてさまぁ〜ずの起用を発表。同年12月15日より彼らによる新たなプロモーションがスタートし[11][12]、同時にLINEのスタンプも配信[12]。なお、さまぁ〜ずは2017年9月30日をもって契約終了。
- 2017年10月から2ヶ月半、後任の俳優やタレントの起用不在とした後、2017年12月15日に新イメージキャラクターとして世界的有名な絵本「ウォーリーをさがせ!」の主人公ウォーリーと女優の久保田紗友を起用する事を発表[13]。同年12月下旬より新たなプロモーションがスタートし、同年12月30日より新CMが放送開始された[14]。また、久保田は2019年9月30日をもって契約終了となり、同年10月1日よりモデルでタレントの藤田ニコルが後任となりウォーリーとともに新イメージキャラクターとして新たなプロモーションがスタートと同時に新CMが放送開始された[15]。なお、藤田は2021年9月30日をもって契約終了。
- 2021年10月9日より絵本の「ウォーリーをさがせ!」の世界の中で「ウォーリーがさがす!」というアットホームで見つかる理想の住まいのコンセプトで俳優の坂口健太郎がウォーリー、女優の古川琴音がウェンダに扮し新イメージキャラクターとして新たなプロモーションがスタートと同時に新CMが放送開始されている。その後、契約終了によりCMが終了している。
- 2022年7月23日より声優の下野紘をナレーションとして起用した「住まいさがしはアットホーム ウォーリー」篇と「売買の検索もアットホーム ウォーリー」のテレビCMが放送開始されている。
- 2022年10月13日、新イメージキャラクターに俳優の松重豊と女優の黒島結菜が起用され、新たなプロモーションがスタートと同時に同年10月15日より新CMが放送開始されている。なお黒島の契約終了に伴い、2024年12月9日より後任に同じく女優の出口夏希を起用し、松重とともに共演した新CMが同年12月14日より放送開始されている。
- また、2016年9月23日よりテレビCM「at home×sports篇」を流している。イメージソングは大原櫻子の「Realize」[16]。

## 提供番組
現在
- 2018年4月以降レギュラー番組での提供は無し。2022年10月現在スポットCM中心である。その後テレビ提供に関しては下記の全国高等学校サッカー選手権大会のみ。2020年から数年間下記のラジオ番組に提供していた。

上記以外にも週替わりスポンサーとして様々な番組に提供する事がある。
過去
- 宇宙ニュース(テレビ東京） - 一社提供番組。2011年4月4日から2013年9月26日まで。
- neo sports→追跡LIVE! Sports ウォッチャー（同上） - 30秒。土曜･日曜 ※2017年9月末で降板。
- ぐっさん家（東海テレビ）- 2014年10月から2015年3月まで。
- カシオワールドオープンゴルフトーナメント （TBS） - 2015年・2016年
- モヤモヤさまぁ〜ず2（テレビ東京) - 2011年10月〜・30秒→2014年1月〜・60秒→2017年4月〜・30秒。提供開始してからの15秒は番組とのコラボCM、15秒は通常のCMを放送していた。なお、30秒2本または番組とのコラボCM15秒＋通常15秒、通常30秒1本のCMを流していた後、2017年4月より通常30秒1本のCMを流している。また、2016年8月から12月中旬まで「athome.co.jp物語」編・60秒のCMを流していた。※2018年3月末で降板。番組自体は継続中。
- NEWS ZERO（日テレ） - 2016年4月から金曜中盤ナショナルセールス枠・30秒。※2018年3月末で降板。番組自体は継続中。
- さまぁ〜ず×さまぁ〜ず（テレビ朝日）- 2014年4月24日から降板時期不明。※テレビ朝日のみ。
- 全国高等学校サッカー選手権大会（日本テレビほか民間放送43社） -  （2016年から2019年までスポンサー）
- 藤田ニコルのあしたはにちようび（TBSラジオ） - ※放送開始から提供していたが、藤田が出演していたCMの契約終了により2021年9月末で降板。番組自体は継続中。
- at home QUIET POETRY（J-WAVE） - 2020年2月3日から7月30日まで。

## グループ会社
- アットホームホールディングス株式会社
- 株式会社不動産流通研究所
- 株式会社エーエスシー
- 株式会社アプローチ
- 株式会社アポロエンタープライズ
- 株式会社文恒社
- リアルティ・データ・サービス株式会社
- 株式会社リアルティ・トエンティ・ツー
- ABC株式会社
- 株式会社アガサス